# 麗的呼聲

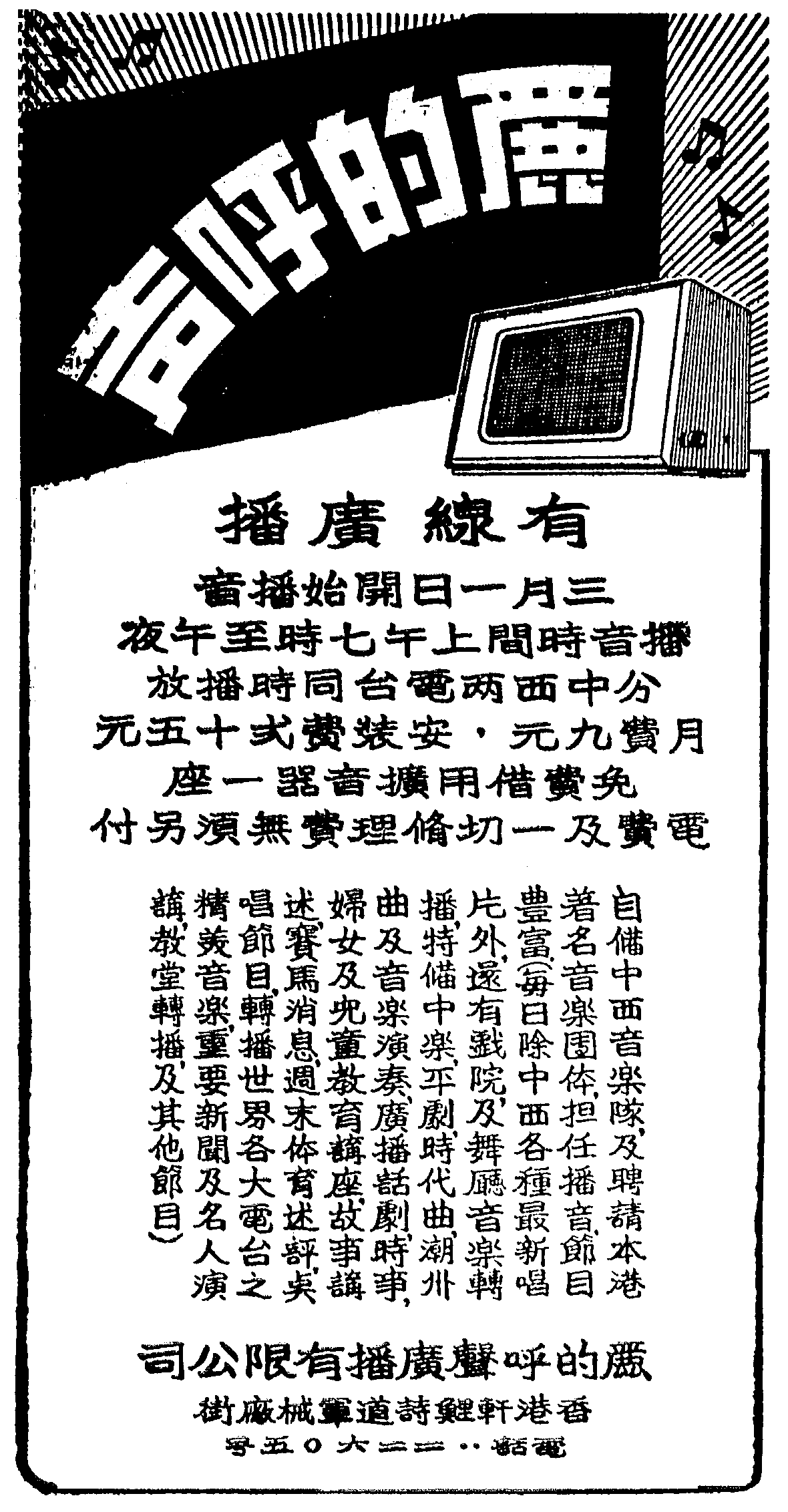
香港麗的呼聲廣告，刊登於1949年1月13日的華僑日報。

麗的呼聲（Rediffusion）是一家英國公司，1928年3月由英國人Joshua Powell（1871年5月9日－1946年10月）在英國成立，初時名為Broadcast Relay Services，早期為英國一些接收不到電台大氣電波信號的偏遠地區以電纜作電台轉播，後於1950年代兼營電視台、電視機租賃及銷售。他們曾在香港、新加坡、馬來西亞及巴巴多斯等英國殖民地及泰國成立「麗的呼聲」有线電台及在香港成立大中華地區第一家電視台——麗的映聲，1954至1968年亦獲得剛剛成立的英國獨立電視台（免費無線電視台）倫敦地區週一至週五節目的經營權（當時名称為Associated-Rediffusion）。麗的呼聲除了經營電視相關的業務外，還有機艙模擬器製作、麗的樂韻背景音樂等業務分支。其後經營出現困難，1987年開始終止營運，1988年正式結束。

## 中文譯名
麗的呼聲在香港開辦有線電台服務，公開徵求中文譯名，喇沙書院老師黃敬忠以「麗的呼聲」應徵，獲得採用。然而黃敬忠老師並沒有因此獲得任金錢回報或任何形式的感謝或嘉許。

## 外部連結
- （英文） Remembering  Rediffusion（页面存档备份，存于）